# Chalybion
Chalybion (Dahlbom, 1843) è un genere di insetti apoidei appartenente alla famiglia Sphecidae.

## Biologia
Per la nidificazione sono soliti sfruttare nidi abbandonati di Sceliphron oppure cavità preesistenti (ad esempio nel terreno o nelle canne). Predano piccoli ragni i quali vengono inizialmente storditi e condotti dalla vespa all'interno del nido dove sono presenti le larve. Successivamente la vespa Chalybion chiuderà il nido e le larve si ciberanno dei piccoli ragni vivi.

## Distribuzione
Il genere è presente in tutte le ecozone eccetto quella neotropicale.

## Tassonomia
Il genere è formato da 46 specie:
- Chalybion accline (Kohl, 1918)
- Chalybion ammophiloides Hensen, 1988
- Chalybion bengalense (Dahlbom, 1845)
- Chalybion bocandei (Spinola, 1851)
- Chalybion bonneti Leclercq, 1966
- Chalybion californicum de Saussure, 1867)
- Chalybion clypeatum (Fairmaire, 1858)
- Chalybion dolichothorax (Kohl, 1918)
- Chalybion fabricator (F. Smith, 1860)
- Chalybion femoratus (Fabricius, 1781)
- Chalybion flebile (Lepeletier de Saint Fargeau, 1845)
- Chalybion frontale (Kohl, 1906)
- Chalybion fuscum (Lepeletier de Saint Fargeau, 1845)
- Chalybion gracile Hensen, 1988
- Chalybion gredleri (Kohl, 1918)
- Chalybion heinii (Kohl, 1906)
- Chalybion incisum Hensen, 1988
- Chalybion japonicum (Gribodo, 1883)
- Chalybion kenyae Hensen, 1988
- Chalybion klapperichi (Balthasar, 1957)
- Chalybion laevigatum (Kohl, 1888)
- Chalybion lividum Hensen, 1988
- Chalybion madecassum (Gribodo, 1883)
- Chalybion magnum Hensen, 1988
- Chalybion malignum (Kohl, 1906)
- Chalybion minos (de Beaumont, 1965)
- Chalybion mochii Hensen, 1988
- Chalybion omissum (Kohl, 1889)
- Chalybion parvulum Hensen, 1988
- Chalybion petroleum Hensen, 1988
- Chalybion planatum (Arnold, 1951)
- Chalybion polyphemus Hensen, 1988
- Chalybion ruficorne Hensen, 1988
- Chalybion schulthessirechbergi (Kohl, 1918)
- Chalybion sommereni (R. Turner, 1920)
- Chalybion spinolae (Lepeletier de Saint Fargeau, 1845)
- Chalybion sulawesii Ohl and Höhn, 2011
- Chalybion sumatranum (Kohl, 1884)
- Chalybion tibiale (Fabricius, 1781)
- Chalybion tomentosum Hensen, 1988
- Chalybion triangulum Hensen, 1988
- Chalybion turanicum (Gussakovskij, 1935)
- Chalybion vechti Hensen, 1988
- Chalybion walteri (Kohl, 1889)
- Chalybion yangi Li, 1995
- Chalybion zimmermanni Dahlbom, 1843

In Italia sono presenti le specie C. flebile, C. ommissum e C. femoratum. Nel 2012, in Italia è stata segnalata la presenza di C. bengalense, nuova specie per la fauna italiana e prima segnalazione per l'Europa.